# 瀬戸市立祖東中学校
瀬戸市立祖東中学校（せとしりつ そとうちゅうがっこう）は、かつて愛知県瀬戸市中山町にあった公立の中学校。

## 概要

### 地理
瀬戸市の東部丘陵地に位置し、校内には桜の巨木が生い茂り野鳥の声が絶えない静かな環境の中に校舎がある。学区内は窯業関連の小作業場が多く、今でこそ窯の煙はないが、電気・ガスを使用して昔ながらの陶磁器産業が盛んな地域である。

### 生徒数
2019年（令和元年）5月1日現在の生徒数は、以下の通りであった。
| 学年 | 1年 | 2年 | 3年 | 男 | 女 | 合計   | クラス数 |
| ---- | --- | --- | --- | -- | -- | ------ | -------- |
| 人数 | 46  | 67  | 57  | 93 | 77 | 170(2) | 7(1)     |

※(　)内の数字は特別支援学級分を再掲したもの。

### 教職員数
2019年（令和元年）5月1日現在の教職員数は、以下の通りであった。
|      | 教 員 | 教 員 | 教 員 | 事 務 | 用務員 |
| 男   | 女    | 合計  |       | 事 務 | 用務員 |
| ---- | ----- | ----- | ----- | ----- | ------ |
| 人数 | 12    | 12    | 24    | 1     | 1      |

## 歴史

### 年表
- 1947年（昭和22年）4月1日 - 仮校舎深川小学校にて瀬戸市立第二中学校として開校[4]。
- 1949年（昭和24年） - 現在の地に移転し、瀬戸市立祖東中学校に改称[4]。
- 1961年（昭和36年） - 生徒数の増加に伴い6教室の鉄筋校舎増築[5]。
- 1963年（昭和38年） - 進路指導研究発表会を開く[5]。
- 1967年（昭和42年） - 道徳教育研究推進校の指定を受ける[5]。
- 1970年（昭和45年） - 校舎を鉄筋3階建てに改築[6]。
- 1973年（昭和48年） - 運動場の拡張、校門の建設とその周辺の改良工事を行う[6]。
- 1977年（昭和52年） - 体育館を建設[6]。体力づくり推進校の指定を受ける[6]。
- 1983・84年（昭和58・59年） - 市教委より校区生徒指導推進地域の指定を受ける[7]。
- 1986・87年（昭和61・62年） - 市教委より生徒指導学業指導の研究委嘱を受ける[7]。
- 1993・94年（平成5・6年） - 研究委嘱を受け「未来にはばたく、自己教育力をもつ生徒の育成」を目指して授業改善に取り組む[1]。
- 1996年（平成8年） - 創立50周年記念事業を行う[1]。学校図書館奨励賞管理部門を受賞[1]。
- 2002年（平成14年） - ニュージーランドとの国際交流活動を始める[8]。
- 2004年（平成16年） - 県青少年健全育成会議より表彰を受ける[8]。
- 2005年（平成17年） - 5日間の職場体験を中核としたキャリア教育への取組を始める[8]。
- 2006・07年（平成18・19年） - 愛日地方教育事務協議会・市教委より「小中連携教育」の研究委嘱を受ける[8]。
- 2017年（平成29年） - 小中一貫校の開校に向けて、行事や部活動などの交流事業が始まる[4]。
- 2020年（令和2年）3月31日 - 瀬戸市の中心市街地の5校（瀬戸市立道泉小学校、瀬戸市立深川小学校、瀬戸市立古瀬戸小学校、瀬戸市立東明小学校、瀬戸市立祖母懐小学校）と2中学校（瀬戸市立本山中学校、瀬戸市立祖東中学校）を統合、義務教育学校の瀬戸市立にじの丘学園の開校により廃校。校地は瀬戸市立にじの丘学園の校地の一部となる。

### 生徒数の変遷
『愛知県小中学校誌』（2018年）によると、生徒数の変遷は以下の通りである。
| 1951年（昭和26年） | 717人 |  |
| 1957年（昭和32年） | 858人 |  |
| 1967年（昭和42年） | 677人 |  |
| 1977年（昭和52年） | 716人 |  |
| 1987年（昭和62年） | 703人 |  |
| 1997年（平成9年）  | 365人 |  |
| 2007年（平成19年） | 259人 |  |
| 2017年（平成29年） | 170人 |  |

## 教育目標
- 仲間とともに支え合い、全力で学び、成長できる学校[9]

## 行事
2019年度の学校行事（予定）は以下の通りであった。
- 4月：入学式・始業式、離任式、新入生を迎える会、全国学力・学習調査、地域家庭訪問
- 5月：航空写真、オープンスクール・教育講演会、中間テスト、修学旅行（3年）、職業講座（2年）、校外学習（1年）
- 6月：ニュージーランド生徒来校、野外活動（2年）、期末テスト
- 7月：個人懇談、終業式
- 8月：親子奉仕作業、始業式
- 9月：せともの祭り 子ども陶芸展、スポーツフェスティバル
- 10月：中間テスト、進路説明会、カルチャーフェスティバル、懇談会（3年生）
- 11月：まるっとせとっ子フェスタ、期末テスト、保育実習（3年生）
- 12月：職場体験（2年生）、個人懇談会、終業式
- 1月：始業式、学年末テスト（3年生）、懇談会（3年生）
- 2月：学年末テスト（1、2年生）、卒業生を送る会
- 3月：卒業式、修了式

## 通学区域
この項の参考資料
- 祖母懐小学校区

南仲之切町、蛭子町、祖母懐町、陶生町、西郷町、仲郷町、一里塚町、中山町、川合町、春雨町、上ノ切町、秋葉町、東茨町、陶栄町、東本町1・2丁目、萩殿町1〜5丁目、塩草町のうち98番及び104番から356番までの区域
- 古瀬戸小学校区

古瀬戸町、西古瀬戸町、紺屋田町、五位塚町、馬ケ城町、東古瀬戸町、西拝戸町、東拝戸町（84番、86〜99番を除く）、東町、東洞町、南東町、西洞町、仲洞町、寺本町、王子沢町
- 東明小学校区

塩草町（98番及び104番から356番までの区域を除く）、太子町、新明町、小空町、東明町、西窯町、中畑町、赤津町、窯元町、針原町、長谷口町、八王子町、白坂町、西白坂町、中白坂町、北白坂町、東白坂町、南白坂町、凧山町、巡間町、惣作町、鐘場町、門前町、西山路町、山路町、東山路町、上山路町、東拝戸町のうち84番及び86番から99番までの区域
- 深川小学校区

東郷町

## 学区内の主な施設
- 瀬戸市立祖母懐小学校
- 瀬戸市立古瀬戸小学校
- 瀬戸市立東明小学校
- 瀬戸市祖母懐公民館
- 瀬戸市古瀬戸公民館
- 瀬戸市東明公民館
- 東保育園
- 瀬戸市立古瀬戸保育園
- 瀬戸市立赤津保育園（休園中）
- 瀬戸ひなご幼稚園
- 雲興寺
- 万徳寺
- 宝泉寺
- 金剛院
- 瀬戸市クリーンセンター
- 瀬戸市新世紀工芸館
- 自然児童遊園 ねむの森
- 赤津焼会館
- 春雨墓苑
- 瀬戸市斎園
- 馬ヶ城浄水場
- 瀬戸東公園
- 瀬戸自動車学校

## 交通
名鉄瀬戸線 尾張瀬戸駅 から名鉄バスで「祖母懐橋」バス停下車、徒歩約8分（500m）。